# Real Expedición Filantrópica de la Vacuna

Route der Königlich philanthropischen Impfexpedition

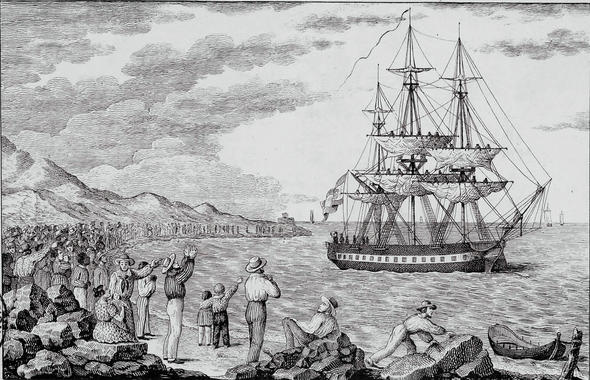
Die Korvette María Pita beim Auslaufen der Expedition von A Coruña

Die Real Expedición Filantrópica de la Vacuna (Königlich philanthropische Impfexpedition), auch Balmis-Expedition genannt, war eine dreijährige Mission unter der Leitung von Francisco Javier de Balmis von 1803 bis 1806 nach Lateinamerika und Asien. Sie hatte das Ziel, eine vom englischen Arzt Edward Jenner 1798 entwickelte neue Methode zur Impfung gegen Pocken in die spanischen Kolonien einzuführen und sowohl Menschen zu impfen als auch vor Ort nachhaltige Impfkampagnen zu initiieren. Sie kann als die erste internationale Gesundheitsexpedition und Massenimpfung in der Geschichte angesehen werden.
Die Pockenkrankheit war seit der Eroberung durch die Spanier in der Neuen Welt insbesondere unter der indigenen Bevölkerung verbreitet und verursachte nicht zuletzt wirtschaftliche Nachteile für die Kolonialherren.

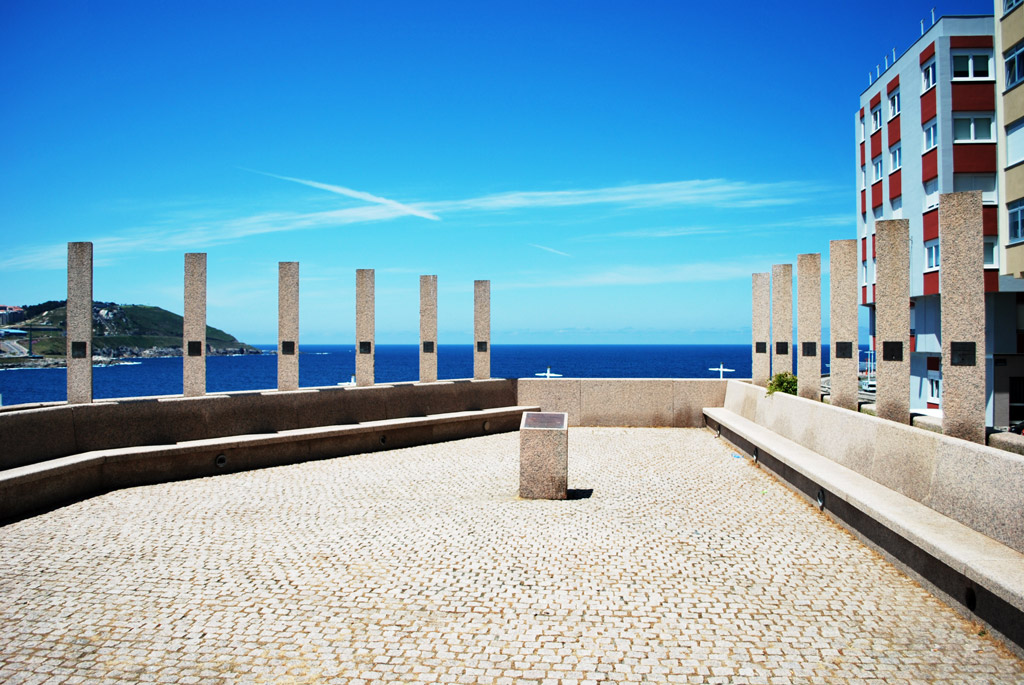
Denkmal für die Königlich philanthropische Impfexpedition in A Coruña

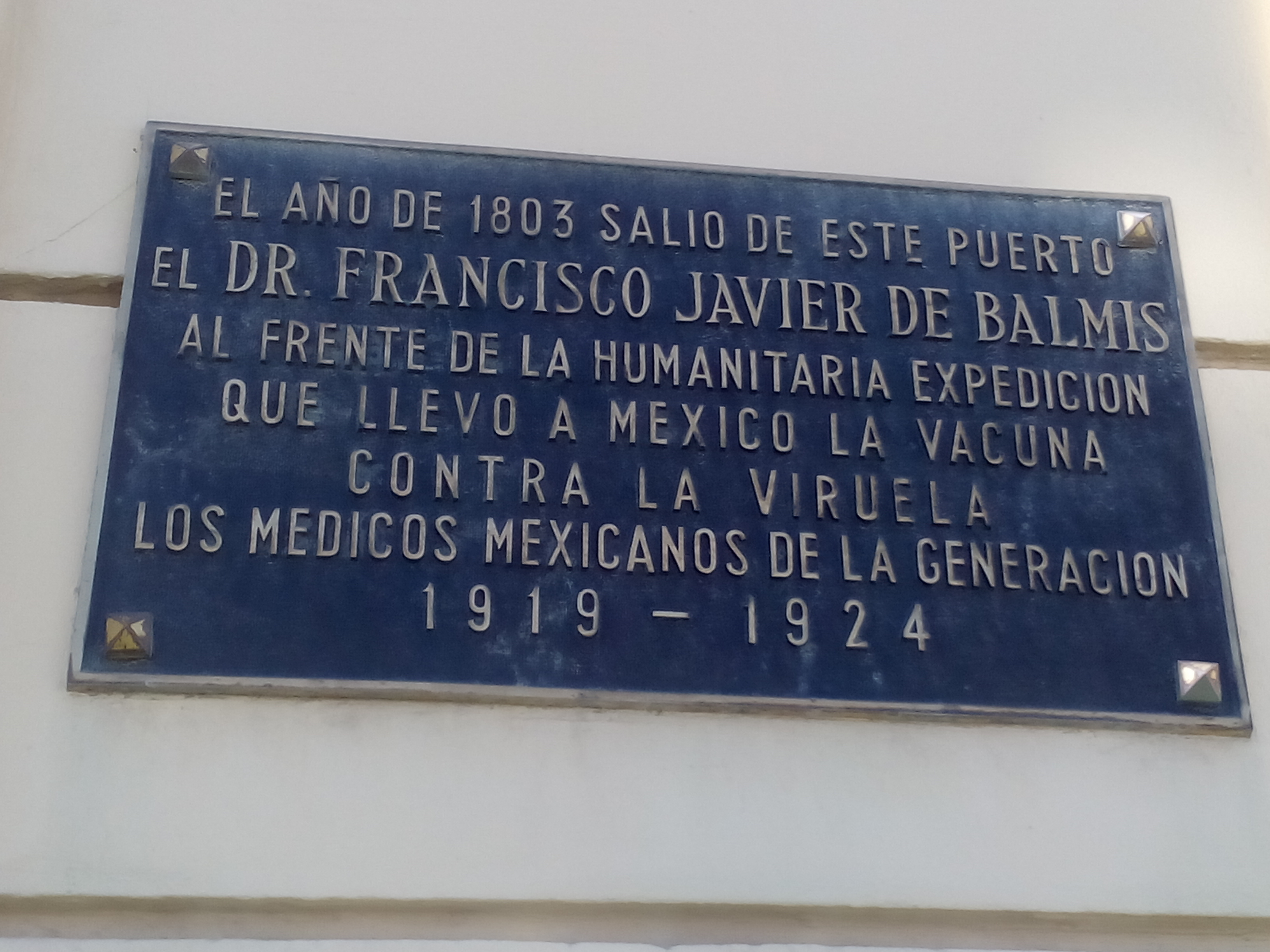
Gedenktafel im Hafen von A Coruña

## Durchführung
Als Reaktion auf einen großen Ausbruch der Pocken in den spanischen Kolonien unterstützte und finanzierte König Karl IV. von Spanien, dessen Tochter, die Infantin Maria Teresa, an der Krankheit gestorben war, seinen Hofarzt Balmis und finanzierte die Expedition. Sie brach am 30. November 1803 auf der María Pita von A Coruña aus auf und transportierte 22 überwiegend Waisenjungen im Alter von 8 bis 10 Jahren, die vorher nicht an den Pocken erkrankt oder dagegen geimpft waren. Eine Schiffsfahrt nahm damals etwa 2 Monate in Anspruch. Daher dienten die Kinder in Ermangelung anderer Methoden zur Haltbarmachung als Träger des Lebendimpfstoffs; dieser war selbst nur ca. 12 Tage haltbar. Etwa alle 10 Tage wurde die Flüssigkeit aus den Pusteln von zwei infizierten Kinder auf eine Wunde im Arm jeweils zwei noch nicht geimpfter Kindern übertragen. Infizierte Kinder wurden von der Gruppe getrennt. Durch sukzessive Impfungen entstand damit eine „Impfkette“. Neben Balmis nahmen ein stellvertretender Chirurg, zwei Assistenten, zwei Erste-Hilfe-Praktiker, drei Krankenschwestern und Isabel Zendal Gómez, die Rektorin des Waisenhauses in A Coruña teil. Gómez’ neunjähriger Sohn begleitete die Expedition. Das Schiff beförderte auch wissenschaftliche Instrumente und Übersetzungen der „Historischen und Praktischen Abhandlung über den Impfstoff“ (Trai-té historique et pratique de la vaccine, 1801) von Jacques-Louis Moreau de la Sarthe, die an die zu gründenden lokalen Impfstoffkommissionen verteilt werden sollten.
Die Expedition führte über die Kanarischen Inseln (Teneriffa) und Puerto Rico nach Caracas, wo sie sich teilte. José Salvany, der stellvertretende Chirurg, bereiste mit seinen Assistenten Manuel Julián Grajales sieben Jahre lang das Vizekönigreich Peru (über Quito und Lima). Von Lima aus setzte Grajales die Expedition nach Santiago de Chile fort, während Salvany ins heutige Bolivien reiste und dort 1810 in Cochabamba verstarb. Balmis setzte die Fahrt über Kuba nach Mexiko fort. Die 22 Kinder blieben in Mexiko.
Im Februar 1805 wurde die Expedition von Acapulco aus nach Asien fortgesetzt – mit einer neuen Gruppe von 26 mexikanischen Jungen im Alter von 4 bis 14 Jahren, um den Impfstoff während der Überquerung des Pazifiks aufrechtzuerhalten. Die Eltern hatten ihre Kinder gegen Bezahlung für die Expedition zur Verfügung gestellt. Im April 1805 erreichte sie Manila, wo die katholische Kirche nach anfänglichem Zögern Unterstützung bot. Der größte Teil der Expedition kehrte anschließend zurück und erreichte im August 1809 wieder Mexiko. Balmis selbst setzte die Reise ab September 1805 über die portugiesische Kolonie Macau bis nach China fort, wohin der Impfstoff bis dahin nicht gelangt war. Auf seiner Rückreise nach Spanien gelang es Balmis 1806, die britischen Behörden auf der Insel St. Helena davon zu überzeugen, einer Impfung der Bevölkerung zuzustimmen.
Alexander von Humboldt soll 1825 über die Expedition geschrieben haben, sie werde die denkwürdigste in den Annalen der Geschichte bleiben. Im Zuge dieser ersten großen, kontinenteübergreifenden Impfaktion wurden etwa 1,5 Millionen Menschen geimpft.